# Бентам, Иеремия
Иереми́я (Дже́реми) Бе́нтам (англ. Jeremy Bentham; 15 февраля 1748 года, Лондон — 6 июня 1832 года, там же) — английский философ-моралист и правовед, социолог, юрист, родоначальник одного из направлений в английской философии — утилитаризма.

## Биография
Родился в семье адвоката. Рос одаренным ребенком, например, начал изучать латынь в три года. Брат — Сэмюэль Бентам (Samuel Bentham), английский инженер-механик. С ним Бентам был очень близок.
Изучал юриспруденцию в Оксфорде (1760—1763). Учился в Вестминстерской школе, Куинз-колледже Оксфордского университета, затем поступил в школу права «Линкольнз инн». В 1785—87 г.г. совершил путешествие в Россию (через Италию, Константинополь и Молдавию), где в Кричеве служил у светлейшего князя Потёмкина брат Сэмюэль, оставил об этом путешествии обширные записки. В России написал экономико-этический трактат — апологию понятия «проценты за пользование денежными средствами».
Завещал, чтобы его тело было сохранено для потомства. Его останки были одеты в костюм, а на лице сделана восковая маска. В таком виде учёный до сих пор выставлен в главном здании Университетского колледжа Лондона.
Никогда не состоял в браке.

## Этика
Частные, индивидуальные интересы рассматривал как единственно реальные, а общественные интересы сводил к их совокупности. Этическое учение изложено в произведении «Деонтология, или наука о морали» (т. 1—2, 1834). В основе этики Бентама лежит «принцип пользы», согласно которому действия людей, их отношения должны получать моральную оценку по приносимой ими пользе. В определении пользы принимаются во внимание частные интересы человека. Учение просветителей в трактовке Бентама перешло у него в принцип «наибольшего счастья наибольшего числа индивидуумов», в призыв к достижению личного преуспеяния, увеличивающего общую сумму счастья (см. статью Полезность). Критерием морали выступает «достижение пользы, выгоды, удовольствия, добра и счастья».
Джулия Аннас указывала, что такая позиция является развитием гедонизма киренаиков, которые рассматривали счастье аналогично, но только в индивидуальном плане, а не в масштабах общества.
Указывается одним из первых, кто использовал слово «ответственность» (англ. responsibility) — в сочинении «Фрагмент о правлении» (1776) под «responsibility of governors» («ответственностью правителей») он понимал их обязанность отвечать (отчитываться) перед гражданами за свои действия.

## Воззрения
По политическим воззрениям являлся сторонником утилитаризма. Резко критиковал теорию общественного договора Ж. Ж. Руссо как возбуждающую дух восстания, однако защищал требования реформы английского парламента на основе расширения избирательного права. Отстаивал идею свободной торговли и ничем не стеснённой конкуренции, что, по его мнению, должно обеспечить спокойствие общества, справедливость, равенство. Был сторонником свободы слова, отделения церкви от государства, женского равноправия, права на развод, запрещения рабства, запрещения пыток и телесных наказаний, отмены наказания для гомосексуалов. Выступал за права животных.
Среди его приверженцев и последователей был, в частности, Вильям Джонсон Фокс.

## Оценки
Марксистской историей философии расценивался как идеолог рыночной эпохи промышленного переворота в Великобритании. Одобрительно отзывался о «трезвом» рассудке, считая естественным и идеальным общественным режимом английский политический и экономический строй, а «разумным» человеком — представителя английского среднего класса.
Несмотря на спокойный и доброжелательный характер самого Бентама, его идеи вызывали самые резкие оценки. К. Маркс именовал его «…гением буржуазной глупости».
В то же время и Маркс и Энгельс предложили включить Бентама – возможно, как отмечает Э. Хобсбаум, вследствие изучения «Рассуждений о политической справедливости» Уильяма Годвина – в «Библиотеку выдающихся иностранных социалистов».

## Сочинения
- Деонтология, или Наука о морали (Deontology, or The Science of Morality, v. 1-2, 1834)
- Защита лихвы (Defence of Usury, 1787); написана в Российской империи на территории нынешней Белоруссии
- Теория наказаний и наград (Theorie des peines et des recompenses, 1811).
- The works of J. Bentham / Published by J. Bowring. — Vol. 1—2. — Edinburgh, 1838—1843.
- The correspondence of J. Bentham. V. 1—2. — L., 1968.

### На русском языке
- Рассуждение о гражданском и уголовном законоположении: С предварительным изложением начал законоположения и всеобщаго начертания полной Книги законов, и с присовокуплением опыта о влиянии времени и места относительно законов / Соч. английскаго юрисконсульта Иеремиа Бентама; Изданное в свет на французском языке Степ. Дюмоном по рукописям от автора ему доставленным.; Переведённое Михайлом Михайловым; С придобавлением дополнений от г-на Дюмона сообщенных.; По высочайшему повелению. — СПб.: тип. Шнора, 1805—1811.
- О судоустройстве / Соч. Бентама; По фр. изд. Дюмона изл. А. Книрим. — СПб.: тип. Правительствующего сената, 1860. — [2], 222, [3] с.
- Избранные сочинения Иеремии Бентама / Пер. по англ. изд. Боуринга и фр. Дюмона, А. Н. Пыпина и А. Н. Неведомского. Т. 1-. — СПб.: Рус. книж. торговля, 1867. — (Библиотека классических западно-европейских писателей в русском переводе).
- О судебных доказательствах: Трактат Иеремии Бентама / По изд. Дюмана, пер. с фр. И. Гороновичем. — Киев: тип. М. П. Фрица, 1876. — [2], VI, VI, 421, [2] с.
- Тактика законодательных собраний / Бентам; Пер. М. К. — СПб.: Л. А. Волихов, 1907. — 186, [2] с. — (Политические опыты).
- Введение в основания нравственности и законодательства = An introduction to the principles of morals and legislation / И. Бентам. — М.: РОССПЭН, 1998. — 415 с. — (История полит. мысли). — ISBN 5-86004-166-7